# H2O: Bare tilsæt vand
H2O eller H2O: Bare tilsæt vand (H2O: Just Add Water) er en australsk tv-serie for børn og unge, filmet i SeaWorld og på locations omkring Gold Coast. Den blev først vist på australske Network Ten i 2006 og derefter på Disney Channel Australia. Serien handler om tre piger og deres hverdagsproblemer med en lill twist: de er havfruer og har også magiske krafter på landjorden. der var oprindeligt kun planlagt to sæsoner, 52 episoder, men på grund af seriens popularitet er en 3. sæson kommet til.
I Danmark sendes serien på TV 2 (som H2O: Bare tilsæt vand) med dansk tale og Disney Channel (som H2O) med danske tekster (teksterne var originalt svenske).
I 2012 blev det offentliggjort at en 'spin-off' serie kaldet Mako Mermaids på dansk Mako Havfruerne som udkom i 2013.

## Historien
Rikki, Emma og Cleo er tre 16-årige piger, som bor og er vokset op nær de solrige strande ved Guldkysten i Australien. Rikki er 'anderledes' – den nye pige – distræt og klog, Emma er selvsikker og sportslig og Cleo er lidt akavet og genert. Det, der optager vores heltinder, er smart tøj, stranden og drenge – skolen spiller kun en mindre rolle. 
Takket være Rikki strander pigerne tilfældigvis en dag til søs og flyder mod den mystiske Mako Ø. De tre piger udforsker den uhyggelige jungle på øen men bliver fanget i en ældgammel hule under en vulkan. Da de opdager en undervandstunnel beslutter de sig for at svømme til sikkerhed. Men netop som de sænker sig ned i vandet, oplyser fuldmånen vandet og skaber et mystisk skær. Rikki, Emma og Cleo tager af sted fra øen så hurtigt de kan og vender tilbage til deres ‘normale’ liv.
Men lidt efter lidt opdager alle tre piger, at deres liv aldrig vil blive, som det plejede. Det ser ud til, at når de bliver ramt af vand, har de kun få sekunder til at tørre sig, før de får lange, flotte, fiskehaler! De er blevet havfruer! 
Men det er ikke den eneste overraskelse. Pigerne opdager, at de har overnaturlige, magiske evner over elementet H2O – vand.
Men hverdags situationer er derimod pludselig blevet meget besværlige. Brusebade, svømning, regnvejr, – de skaber alle problemer for de tre piger. Men sammen med deres trofaste ven Lewis, formår pigerne at genoptage deres normale teenageliv, da han hjælper dem igennem hemmeligheden, og hjælper dem med, at andre ikke finder ud af deres hemmelighed og afslører det. Det er dog stadig ret svært at være normal, når man er deltidshavfrue.... Der er også lige det at de ikke må se på fuldmånen, som får dem til at blive mærkelige. Hvis de transformerer sig om til en havfrue (ved hjælp af vand), transformerer de sig tilbage som menneske igen, ved at de bliver tørre.

## Danske stemmer
- Julie Lund – Rikki
- Nicole Salmansen – Emma
- Marie Søderberg – Cleo
- Michael Slebsager – Lewis
- Julian Kellerman

## Soundtracks
- H2O Just Add Water Soundtrack
- H2O Just Add Water: Music From The Third Season